# Veias escrotais posteriores
As veias escrotais posteriores são veias da pelve.